# STS–64
Az STS–64 jelű küldetés az amerikai űrrepülőgép-program 64., a Discovery űrrepülőgép 19. repülése.

## Jellemzői
A beépített kanadai Canadarm (RMS) manipulátor kart 50 méter kinyúlást biztosított (műholdak indítás/elfogása, külső munkák [kutatás, szerelések], hővédőpajzs külső ellenőrzése) a műszaki szolgálat teljesítéséhez.

### Első nap
1994. szeptember 9-én a szilárd hajtóanyagú gyorsítórakéták, Solid Rocket Booster(SRB) segítségével Floridából, a Cape Canaveral (KSC) Kennedy Űrközpontból, a LC39–B (LC–Launch Complex) jelű indítóállványról emelkedett a magasba. Az orbitális pályája 89,5 perces, 56,9 fokos hajlásszögű, elliptikus pálya perigeuma 259 kilométer, az apogeuma 269 kilométer volt. Felszálló tömeg indításkor 124 681 kilogramm, leszálló tömeg 94 147 kilogramm. Szállított hasznos teher 9260 kilogramm

## Hasznos teher
1. LIDAR In-Space Technology Experiment (LITE) – lézertechnológiával sikeres tesztet végeztek. Rádióhullámok helyett egyfajta optikai radar lézer segítségével tanulmányozták a Föld légkörét. Az eszköz 53 órán keresztül működött. Példátlan mérési eredmények adott a felhő struktúrákról, vihar rendszerekről, porfelhőkről, szennyező anyagok jelenlétéről, égő erdőről.
2. Shuttle Plume Impingement Flight Experiment (SPIFEX) – a meghajtó rendszer hatásfokát mérte. A dokkolási (Mir, Nemzetközi Űrállomás) műveletek mikromozgásokat igényelnek, ezért különböző motorokat alkalmaztak tesztelésük érdekében. A méréseket az űrrepülőgép 60 különböző helyszínén mérték. A mérések főbb területei: a Load mérőrendszer, a Plume összeütközés ellenőrző  rendszer, valamint a pozíciót és orientációt ellenőrző rendszer.
3. Get Away Special (GAS) – 12 zárt tartályban kereskedelmi jellegű kutatásokat, kísérleteket végeztek.
4. Robot Operated Materials Processing System (ROMPS) – a mikrogravitációs környezetben, kereskedelmi megrendelések igényének megfelelően a keletkező rezgések kiküszöbölése. A robot a Get Away Special (GAS) tartályokban végzett kutatásokat, kísérleteket, anyag előállítási műveleteket segítette.
5. Office of Naval Research (ONR) és Military Applications of Ship Tracks (MAST) – támogató katonai alkalmazások. A Haditengerészet az ONR, az Amerikai Védelmi Minisztérium (DoD) a MAST programmal tesztelte a hajók helyzetének meghatározását, a kommunikáció zavartalanságát. A fényképek segítségével értékelték a felhők hatástényezőit.
6. Air Force Maui Optical Site (AMOS) – radar- és optikai megfigyelések elősegítése, a földi egységek kalibrálásának biztosítása
7. Solid Surface Combustion Experiment (SSCE) – égési kísérletek egy zárt tartályban (50% oxigént és 50% nitrogént 1 atmoszféra nyomáson).
8. Biological Research in Canisters (BRIC–2) – több növényi család (búza, rizs, kukorica, pázsitfű) mikrogravitációs környezetben történő viselkedését vizsgálták.
9. Shuttle Amateur Radio Experiment (SAREX) – rádióamatőr kísérleteket végeztek több iskolával, a Föld számos rádióamatőrével.
10. Radiation Monitoring Equipment-III (RME-III) – ionizáló sugárzás mérése (gamma, elektron, neutron és proton sugárzás).

### Űrséta
Lidar In- Space Technology Experiment (LITE) – az űrruhára felvehető biztonságosabb hátizsák, amely biztosító kábel nélküli mozgást, szerelést tett lehetővé. A Johnson Space Center (JSC) tudósai, űrhajósai fejlesztették, elősegítve a szabadon repülést. 24 fix gázfúvóka (hajtóanyaga nitrogén) segítette a mozgásirányok változását. Az űrruha alkarjára egy informatikai egységet szereltek a jobb adathozzáférés érdekében. Az elektronikus mandzsetta több mint 500 oldalnyi információt, beleértve a grafikus és fénykép ábrázolást tartalmazta, a képernyő 7,6 x 10 centiméteres volt. Súlya 2,5 kilogramm. A 3 kilogrammos nitrogén tartályból kiáramló sugarak 10 méter/másodperces haladást biztosítottak. Egyszerűbb lett a tárolása, feltöltése, akkumulátorának cseréje. Mark Lee és Carl Meade feladata volt elvégezni az előírt teszteket: kezelésének, alkalmazásának gyakorlása; műszaki értékelés; mentési gyakorlat; fedélzeti rendszerének próbája.
(zárójelben a dátum és az időtartam)
- EVA 1: Mark Lee és Carl Meade (1994. szeptember 16., 6 óra 51 perc)

### Műhold
A tehertérben rögzített tudományos platformot a Canadarm (RMS) manipulátor kar segítségével pályairányba állították. A műhold pályairányba állítását követően az űrrepülőgép 13-16 kilométerre eltávolodott.

#### Spartan 201–2
A tudományos műholdat gyártotta a NASA–GSFC. Üzemeltette az Légierő (USAF).
A NASA Spartan programjának célja, hogy egy egyszerű, olcsó, az űrrepülőgép Canadarm (RMS) manipulátor karjával pályairányba állítható/visszanyerhető, többször felhasználható kísérleti űreszközt (független űrlaboratórium) alkalmazzanak. A műhold értéke 6 millió USD.
Megnevezései: Spartan 201–2 (Shuttle Pointed Autonomous Research Tool for Astronomy); Spartan 201–2 (1994-059A). Kódszáma: SSC 23253
Susan Helms a robotkar segítségével a raktérből kiemelve pályairányba állította a szondát. Három tengelyesen stabilizált (giroszkóp), pozíció változását a kémiai, argon fúvókák biztosították. Az orbitális egység pályája 89,68 perces, 57 fokos hajlásszögű, elliptikus pálya perigeuma 252 kilométer, az apogeuma 265 kilométer volt. Hasznos tömege 1288,9 kilogramm. Tudományos csillagászati műhold, önálló tájolásának segítségével 40 órán keresztül megfigyelte a világűrt (a galaktikus központokat a régióban, a világűrben előforduló gáz és galaktikus porfelhő jelenségét). Műszerei közé tartozott a Far Ultraviolet Imaging Spectrograph. Szeptember 20-án Susan Helms a robotkar segítségével visszanyerte. A raktérbe rögzítve vizsgálati céllal visszahozták a Földre.
Korábbi szonda a Spartan 201–1 (1993-023B), következő szonda a Spartan 201–3 (1995-048B).

#### Tizedik nap
1982. október 28-án Kaliforniában az Edwards légitámaszponton (AFB) szállt le. Összesen 10 napot, 22 órát, 49 percet és 57 másodpercet töltött a világűrben. 7 242 048 kilométert (4 500 000 mérföldet) repült, 176 alkalommal kerülte meg a Földet. Egy különlegesen kialakított Boeing 747 tetején visszatért kiinduló bázisára.

## Személyzet
(zárójelben a repülések száma az STS–64 küldetéssel együtt)
- Richard Noel Richards (4), parancsnok
- Lloyd Blaine Hammond (2), pilóta
- Jerry Michael Linenger (1), küldetésfelelős
- Susan Helms (2), küldetésfelelős
- Carl Joseph Meade (3), küldetésfelelős
- Mark Charles Lee (3), küldetésfelelős

### Visszatérő személyzet
- Richard Noel Richards (4), parancsnok
- Lloyd Blaine Hammond (2), pilóta
- Jerry Michael Linenger (1), küldetésfelelős
- Susan Helms (2), küldetésfelelős
- Carl Joseph Meade (3), küldetésfelelős
- Mark Charles Lee (3), küldetésfelelős